# Robert Jay Mathews
Robert Jay Mathews (16. ledna 1953, Marfa, Texas, USA – 8. prosince 1984, Whidbeyho ostrov, USA) byl vůdce řádu The Order, militantní skupiny amerických bílých nacionalistů.
Uhořel během těžké přestřelky s odhadem 75 agenty FBI, kteří obklíčili jeho dům na Whidbey Island, poblíž Freelandu, Washington.

## Život

### Mládí
Narodil se v Marfě ve státě Texas 16. ledna 1953, jako nejmladší ze tří chlapců Johnnyho a Uny Mathews. Jeho otec, skotského původu, byl starostou města a presidentem obchodní komory a rovněž podnikatelem a vůdcem místní metodistické církve. Jeho matka byla vedoucí městského skautského oddílu.
Rodina se přestěhovala do Phoenixu. Přestože na základní škole byl spíše průměrným studentem, velice se zajímal o historii a politiku. V jedenáctí letech vstoupil do Společnosti Johna Birche. Pokřtěn byl na mormonskou víru jako vyšší učeň.
Zformoval „Syny svobody“, antikomunistickou milici, tvořenou převážně mormonskými survivalisty. Na svém vrcholu měla přibližně třicet členů. Poté, co ve formuláři W-4 vyplnil, že má deset rodinných příslušníků (údajně jako akt daňového odporu) byl zatčen za krácení daní, souzen a propuštěn s podmínkou na 6 měsíců. Po hádce mezi mormonskými a nemormonskými členy, byli "Synové svobody" odsouzeni k zániku a Mathews odstoupil.
Po skončení podmínky v roce 1974 se rozhodl přestěhovat do Metaline Falls. Mathews a jeho otec zakoupili 60 akrů zalesněného prostoru pro jejich nový domov.
V roce 1976 si vzal Debbie McGarrity, s níž v roce 1981 adoptoval syna. Později měl dceru s Zillah Craig.

### Řád
Rád četl knihy o historii a politice. Kniha Williama G. Simpsona Which Way Western Man? ho velmi ovlivnila. Věřil, že je bílá rasa v ohrožení, a proto v roce 1982 podnikl kroky k přilákaní bílých rodin na americký severozápad - baštu bílých Američanů. Mnohokrát navštívil tábor Árijských národů, začal získávat přátele a následovníky.
V roce 1983 měl projev na sjezdu Národní aliance, což bylo výsledkem jeho snah o nábor mezi členy Národní aliance, zvláště mezi svobodnými zemědělci a „nezávislými řidiči kamionů“. Jako jedinému mluvčímu na sjezdu se mu dostalo potlesku ve stoje, při kterém volal po akci. Mathews si vzal k srdci román Turnerovy deníky z roku 1978 od zakladatele Národní aliance Williama Pierce.
Na konci září téhož roku, v kasárnách, které vybudoval na svém pozemku v Metaline, založil spolu s dalšími osmi muži skupinu, která bude známá jako Řád, neboli „Tiché bratrstvo“. Členy byli jeho přítel a soused Ken Loff, členové Árijských národů Dan Bauer, Randy Duey, Denver Parmenter a Bruce Pierce, David Lane a členové Národní aliance Richie Kemp a Bill Soderquist. Ke skupině se pak přidali noví členové. Nikdo z nich nikdy nespáchal násilný zločin ani nestrávil čas ve vězení.
První na řadě bylo, podle jeho plánu, obstarání financí pro podporu bílého separatismu. Jejich aktivita začala podobně jako v románu Turnerovy deníky. Vykradli sexshop ve Spokane, což vyneslo 369,10 dolarů. Souhlasili, že to bylo příliš riskantní a rozhodli se přepadávat obrněná vozidla a padělat peníze. Vytiskli několik falešných padesátidolarovek a 28letý Pierce byl krátce po udání několika zatčen.
Aby mohl zaplatit kauci za Pierce, jednal sám. Vyloupil banku pouze kousek severně od města Seattle. Ukradl kolem 26 000 dolarů. Někteří členové Řádu, společně s novým rekrutem, Gary Yarboroughem, provedli několik přepadení a loupeží, což jim vyneslo přes 43 000 dolarů. Následující loupeže vynesly několik stovek tisíc dolarů. Jiný rekrut, Tom Martinez, byl chycen a souzen za pokus o udání dalších padělaných peněz. Poté, v červenci 1984, nasadili odhadem tucet mužů do úspěšného pokusu o přepadení nákladního auta společnosti Brink's převážející 3 600 000 dolarů.
Lupiči poslali nějaké peníze Straně bílých patriotů v Severní Karolíně a dalším organizacím prosazující bílý nacionalismus.

### Konec
Těsně před svou smrtí napsal dlouhý dopis, ve kterém vyhlašoval válku Federální vládě a ospravedlňoval činy své skupiny. Popisuje v něm vyhrožování členům jeho rodiny federálními agenty FBI, včetně výhrůžek jeho mladému synovi v době, kdy byl daleko od domova, stejně jako pokusy o jeho zavraždění jinými vládními agenty. Vysvětluje důvody svého rozhodnutí jako „přestat být loven a stát se lovcem“ a uzavírá prohlášením „Nechystám se skrývat, to raději zatlačím na FBI, aby poznali jaké to je stát se loveným. Je to jediné logické, co můžu dělat, vzhledem k tomu, že mé dny na této planetě se velmi rychle blíží svému konci. Přesto nemám strach. Realitou mého života je smrt a nejhorší co mi může nepřítel udělat je, že mi zkrátí mou cestu povinnosti na tomto světě. Odejdu s vědomím, že jsem učinil nejvyšší oběť pro zajištění budoucnosti mých dětí.“
Společně s ostatními členy Řádu byli nakonec vydání Martinezem, který podlehl tlaku po zatčení za padělání. Poté, co FBI odhalila informace ohledně jeho aktivit, se jej agenti vydali zajmout společně s jeho společníky, což vedlo k jednomu z největších stíhání v dějinách FBI. Mezitím, co připravovali operaci, se mu všichni jeho komplicové a přátelé rozhodli přesunout na bezpečnější místa. Vládní agenti jej obklíčili dne 8. prosince 1984 v domě poblíž Freelandu na Whidbeyho ostrově. Po silné přestřelce odmítl vyjít ven. FBI vypálila tucet kouřových granátů při pokusech donutit jej, aby opustil dům. To ale nevyšlo, neboť měl na sobě plynovou masku. Poté, co do domu vypálili několik světlicových granátů, čímž zapálili bedny s ručními granáty a municí. On sám pokračoval v palbě na agenty zatímco dům hořel, ale pak náhle přestal. Poté, co ohořelé trosky vychladly natolik, aby mohli být prohledány, byly nalezeny ohořelé ostatky jednatřicetiletého Mathewse vedle spálené vany, s pistolí stále v ruce.
Nakonec bylo ze zločinů spojených se Řádem obviněno přes 75 lidí. V osmi soudních procesech byli obžalováni z vydírání, spiknutí, padělání, převozu kradených peněz, přepadení obrněného auta a porušení občanských práv. Později bylo deset lidí spojených s případem, včetně Butlera, Lanea a Pierce, souzeno za protistátní činnost, kde byli zproštěni obvinění.